# 恒定直流电机
恒定直流电机即能直接发出恒定直流电和使用恒定直流电的电动机。

## 原理
电机包含了直流电机和交流电机，直流电机可分为交流型直流电机和真正的直流电机
恒定直流电机是在机械能与电能相互转化时，电能形式为恒定直流电

## 发电机
可由原动机带动发电机转动而直接产生直流电，当转速等因素一定时可以实现恒定直流发电。安全、稳定、高效。

## 电动机
可由直流电带动而实现调速功能，一般当电流稳定增加时可实现均匀增大转速；而电流稳定减小时可实现均匀减小转速；当电流稳定不变时，可实现恒速转动，精确制导。

## 现状

### 交流型直流电机
现在的直流电机其实质是由交流电机加上换向器改造而成，其实质为交流电机。作为发电机时不能直接发出直流电，更不能直接发出恒定直流电，因此都有换向，滤波，等等的程序；作为电动机时故亦不能实现精确调速。

### 恒定直流电机
能直接发出恒定直流电或作为电动机时实现精确调速

## 伸延閱讀
- 直流电动机